# Lepidotrigla
Lepidotrigla är ett släkte av fiskar. Lepidotrigla ingår i familjen knotfiskar.

## Dottertaxa tillLepidotrigla, i alfabetisk ordning[1]
- Lepidotrigla abyssalis
- Lepidotrigla alata
- Lepidotrigla alcocki
- Lepidotrigla annamarae
- Lepidotrigla argus
- Lepidotrigla argyrosoma
- Lepidotrigla bentuviai
- Lepidotrigla bispinosa
- Lepidotrigla brachyoptera
- Lepidotrigla cadmani
- Lepidotrigla calodactyla
- Lepidotrigla carolae
- Lepidotrigla cavillone
- Lepidotrigla deasoni
- Lepidotrigla dieuzeidei
- Lepidotrigla eydouxii
- Lepidotrigla faurei
- Lepidotrigla grandis
- Lepidotrigla guentheri
- Lepidotrigla hime
- Lepidotrigla japonica
- Lepidotrigla jimjoebob
- Lepidotrigla kanagashira
- Lepidotrigla kishinouyi
- Lepidotrigla larsoni
- Lepidotrigla lepidojugulata
- Lepidotrigla longifaciata
- Lepidotrigla longimana
- Lepidotrigla longipinnis
- Lepidotrigla macrobrachia
- Lepidotrigla marisinensis
- Lepidotrigla microptera
- Lepidotrigla modesta
- Lepidotrigla mulhalli
- Lepidotrigla multispinosa
- Lepidotrigla musorstom
- Lepidotrigla nana
- Lepidotrigla oglina
- Lepidotrigla omanensis
- Lepidotrigla papilio
- Lepidotrigla pectoralis
- Lepidotrigla pleuracanthica
- Lepidotrigla punctipectoralis
- Lepidotrigla robinsi
- Lepidotrigla russelli
- Lepidotrigla sayademalha
- Lepidotrigla sereti
- Lepidotrigla spiloptera
- Lepidotrigla spinosa
- Lepidotrigla umbrosa
- Lepidotrigla vanessa
- Lepidotrigla vaubani
- Lepidotrigla venusta